# Marcos 8

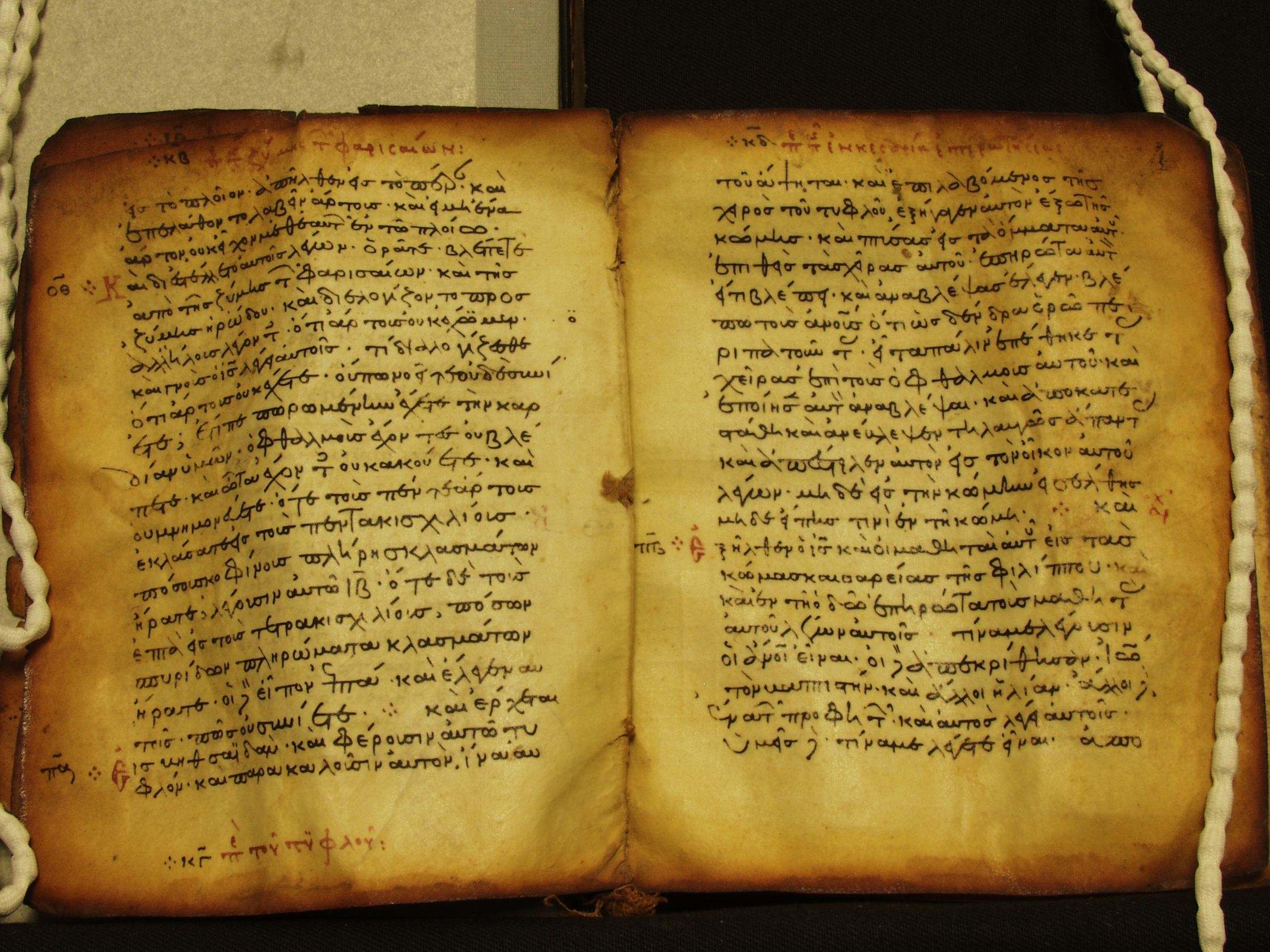
El texto griego de Marcos 8:13-29 en escritura griega minúscula en dos páginas de Minúscula 2445 del siglo XII

Marcos 8 es el octavo capítulo del Evangelio de Marcos del Nuevo Testamento de la Biblia cristiana. Biblia. Contiene dos milagros de Jesús, Confesión de Pedro de que cree que Jesús es el Mesías, y la primera predicción de Jesús sobre su propia muerte y resurrección. Es el capítulo central del Evangelio, pero su significado se entiende de diversas maneras: por ejemplo, el Comentario bíblico de Jamieson-Fausset-Brown lo denomina «sección de asuntos varios», mientras que muchos comentaristas lo tratan como un punto de inflexión en el que la descripción de Marcos de Jesús como maestro y autor de milagros da paso a su enfoque en el papel de la muerte de Jesús y la naturaleza difícil de sus enseñanzas.

## Texto
El texto original fue escrito en griego koiné. Este capítulo se divide en 38 versículos. los versículos son 39 en la versión Douai-Rheims.

### Testigos textuales
Algunos manuscritos antiguos que contienen el texto de este capítulo son:
- Codex Vaticanus (325-350; completo)
- Codex Sinaiticus (330-360; completo)
- Codex Bezae (~400; completo)
- Codex Alexandrinus (400-440; completo)
- Codex Ephraemi Rescriptus (~450; existen los Versículos 6-38)

## Localizaciones
Los acontecimientos registrados en este capítulo tienen lugar en el desierto de Galilea y alrededor del Mar de Galilea, en Dalmanuta un lugar desconocido que a veces se cree que está en las cercanías de Magdala, Betsaida y los pueblos (en griego τὰς κώμας, tas komas, también traducido como «aldeas») alrededor de Cesarea de Filipo. Esta última localidad se encontraba a 25-30 millas al norte de Betsaida. El ministro escocés de la Iglesia Libre William Robertson Nicoll sugiere que la pregunta de Jesús, «¿Quién dice la gente que soy yo?», se pregunta «de camino a Cesarea de Filipo, probablemente cuando la ciudad... se puso a la vista».

## Versículo 1
En aquellos días, siendo muy grande la multitud y no teniendo qué comer, Jesús llamó a sus discípulos y les dijo
Marcos también comienza su relato del viaje de Jesús desde Nazaret hasta el río Jordán, para ser bautizado, con las palabras «en aquellos días». Se señala que la multitud era «muy grande otra vez» (en griego πάλιν, palin) en algunas versiones, ya que la edición crítica Westcott-Hort de Marcos utiliza esta palabra. Sin embargo, el Textus Receptus tiene otra palabra, griega παμπόλλου, pampollou, que significa «muchísimos», que es no se usa en ninguna otra parte en el Nuevo Testamento.  El teólogo protestante Heinrich Meyer sugiere que «παμπόλλου ... podría haber sido cambiado muy fácilmente en πάλιν πολλοῦ, ya que πάλιν se utilizó en Marcos con tanta frecuencia», y por lo tanto es más probable que παμπόλλου haya sido la palabra original.  La Nueva Versión Internacional habla de «otra gran multitud», y, de forma similar, el pastor estadounidense Nate Holdridge denomina a este grupo «una nueva multitud».

## Segunda multiplicación de los panes
Como Marcos 6 6:30-44, los versículos 1-9 relatan aquí cómo Jesús alimenta a una gran multitud sin apenas comida. Está enseñando a una gran multitud, «unos cuatro mil hombres», en un lugar apartado, y todos tienen hambre; sólo tienen siete panes y una imprecisa cantidad de pececillos. Jesús toma el pan, da gracias a Dios y parte el pan, y los discípulos lo reparten. El texto en griego utiliza la palabra εὐχαριστήσας, eucharistesas, para describir sus acciones. También bendice los peces y ordena que se pongan delante de la multitud. Para el teólogo John Gill, «parece, por este relato, como si los peces fueran bendecidos, y partidos, y distribuidos separadamente, alter  [sic] la bendición, partición y distribución del pan; y así la versión siríaca lo traduce, “sobre los cuales también bendijo”; y el persa así, “y también bendijo los peces”».
Después de que todos hubieron comido, llenaron siete cestas de comida sobrante. En Mateo también registra esto en el capítulo 15:29-39 pero ni en Lucas ni en Juan tienen esto, aunque ambos registran la alimentación precedente de los 5000. Lucas pasa directamente de la alimentación de los 5000 a la confesión de Pedro.  Algunos escépticos estudiosos han llegado a la conclusión de que esto es sólo una duplicación de la historia en Marcos 6 con sólo unos pocos detalles cambiados, como el número de panes y cestas,[cita requerida] aunque en el pasaje posterior, 8:19-21 Jesús se refiere a ambos acontecimientos durante un diálogo con sus discípulos sobre su falta de comprensión.

### Comentario
Mateo y Marcos describen una segunda multiplicación de los panes. En ciertos detalles, el milagro es muy semejante al primero pero hay unos rasgos propios de este pasaje: la indicación de que venían de «lejos», frecuente en el Nuevo Testamento para designar a los gentiles, los siete panes y las siete cestas sobrantes frente a los doce cestos de la multiplicación anterior.
Jesús, que antes se había presentado como el Mesías Pastor del nuevo pueblo de Israel, ahora sugiere que también los gentiles tienen su lugar en ese pueblo. El sentido de las multiplicaciones de los panes queda así más claro: tal como le explica Jesús a la mujer sirofenicia con la imagen del pan, la salvación, dirigida en primer lugar a Israel, tiene como destinatarios a todos los pueblos:

Todos los hombres, por tanto, están invitados a esta unidad católica del Pueblo de Dios. (…) A esta unidad pertenecen de diversas maneras y a ella están destinados los católicos, los demás cristianos e incluso todos los hombres en general llamados a la salvación por la gracia de Dios.

El milagro muestra también cómo premia Cristo la perseverancia en su seguimiento, ya que la muchedumbre ha estado pendiente de su palabra, olvidándose de todo lo demás.

«Date, Señor, a mí y me basta: porque sin Ti ningún consuelo me satisface. Sin Ti no puedo existir y sin tu visitación no puedo vivir. Por eso me conviene llegarme muchas veces hasta Ti y recibirte para remedio de mi salud, para no desmayar en el camino si fuere privado de este manjar celestial. (…) Tú eres suave alimento del alma y quien te comiere dignamente será partícipe y heredero de la gloria eterna.

Dalmanuta se menciona una sola vez en la Sagrada Escritura. Es difícil darle una localización, aunque habrá que situarla en las cercanías del lago de Genesaret. La dificultad ya fue notada por San Agustín: 

Mateo (…) no pone Dalmanuta sino Magadán. No cabe duda de que se trata del mismo lugar con doble nombre, pues la mayor parte de los códices, incluso en el evangelio de San Marcos, sólo traen Magadán.

## Curación del ciego de Betsaida
Salieron en una barca y se dirigieron a Dalmanuta, que en Mateo aparece como Magadán y en algunos manuscritos antiguos de Marcos como Magdala, hogar de María Magdalena. Allí Jesús se encontró con los fariseos, que le pidieron que hiciese un milagro. «Suspiró profundamente en su espíritu» (versículo 12, cf. Marcos 2:8), palabras no incluidas en el relato de Mateo. Nicoll recoge «un sentido de enemistad irreconciliable por parte de los fariseos, una incredulidad invencible y la perdición venidera» en la frase. Jesús preguntó entonces: «¿Por qué pide esta generación una señal milagrosa? Les aseguro que no se le dará ninguna señal" Mateo y Lucas dicen que sólo se dará la Señal de Jonás (Mateo 12:38-39, Mateo 16:1-4, Lucas 11:29-30). Partieron en una barca al otro lado del lago, presumiblemente el Mar de Galilea, y se dieron cuenta de que sólo habían traído un pan. Jesús dice a sus discípulos que «tengan cuidado con la levadura de los fariseos y la de Herodes» (15), criticando a los fariseos después de su último encuentro con ellos. Sus discípulos creen que les está amonestando por no tener suficiente pan, pero Jesús en cambio se lo dice por no entender lo que habían visto:

¿Por qué habláis de que no tenéis pan? ¿Aún no lo veis o no lo entendéis? ¿Se os ha endurecido el corazón? ¿Tenéis ojos para no ver y oídos para no oír? ¿No os acordáis? Cuando partí los cinco panes para los cinco mil, ¿cuántas cestas llenas de pedazos recogisteis?». «Doce», respondieron. «Y cuando partí los siete panes para los cuatro mil, ¿cuántas cestas llenas de pedazos recogisteis?». Respondieron: «Siete». Él les dijo: «¿Todavía no entendéis? (Marcos 8:17-21)

«Ojos que no ven y oídos que no oyen» recuerda una expresión similar en Ezequiel 12:2.
Jesús no da más explicaciones, y llegaron a Betsaida, donde se encontraron con un ciego. Puso saliva en los ojos del hombre y éste pudo ver parcialmente; luego vuelve a tocarle los ojos y queda totalmente curado. Este milagro sólo se relata en Marcos.
Toda esta secuencia, junto con el capítulo anterior, muestra el trabajo de Jesús con los gentiles. Jesús alimentó a oyentes judíos en Marcos 6 y muy probablemente alimenta a una multitud gentil aquí. Se niega a hacer un milagro para los fariseos, que se lo piden, pero hace milagros para los gentiles, que no se lo piden. Las explicaciones enigmáticas de Jesús sobre el significado de los milagros y la confusión de los discípulos contrastan con el hecho de que Jesús devuelva la vista a un gentil, lo que quizá muestre simbólicamente el esfuerzo de Jesús, y de Marcos, por conseguir que sus oyentes vean lo que intenta decirles.[cita requerida] Mateo afirma sin ambigüedad en Mateo 16:12 que Jesús estaba diciendo que se alejaran de las enseñanzas de los fariseos, sin embargo en Mateo 23:1-3 Jesús dice que hagan lo que dicen los fariseos debido a su autoridad, pero aun así los califica de hipócritas. «Los escribas y los fariseos se sientan en la cátedra de Moisés: Por tanto, todo lo que os manden guardar, guardadlo y hacedlo; pero no hagáis según sus obras, porque dicen, y no hacen."
La Enciclopedia judía artículo sobre Jesús sostiene que la Halakah [«Ley judía»] no tenía una forma tan definida en este período debido a las disputas entre los de Hillel el Viejo y los de Shammai. Los doce de la primera alimentación podrían ser una referencia a las doce tribus de Israel y los siete de la segunda alimentación a las siete naciones paganas que originalmente rodeaban al Israel.[cita requerida] Es posible que Jesús también estuviera usando esto para recordar a sus discípulos sobre el abundante cuidado de Dios como se muestra por el contraste entre el hambre de los discípulos, con la abundancia de alimentos después de cada uno de los milagros.

### Comentario
Al igual que en el caso del sordomudo, aquí también Jesús utiliza unos gestos simbólicos para llevar a cabo el milagro. La curación de este ciego representa el culmen de los signos mesiánicos de Cristo; por eso no es extraño que venga seguida por la confesión de Pedro. La curación progresiva del ciego puede simbolizar el camino que recorrieron Pedro y los discípulos, y que recorre también todo hombre: Jesús con sus signos va curando sus cegueras hasta que ven «con claridad todas las cosas» y se atrevemos a confesar a Cristo como Hijo de Dios y Salvador nuestro: 

Dadnos, Señor, luz; mirad que es más menester que al ciego (…), que éste deseaba ver la luz y no podía; ahora, Señor, no se quiere ver. ¡Oh, qué mal tan incurable! Aquí, Dios mío, se ha de mostrar vuestro poder, aquí vuestra misericordia.

## La confesión de Pedro y la predicción de Jesús
Marcos comienza la segunda mitad de su libro con Jesús y los discípulos viajando a Cesarea de Filipo. Jesús les pregunta quién cree la gente que es él. Juan el Bautista o Elijah, responden. Jesús les pregunta qué piensan. Pedro declara que Jesús es «el Cristo», el Ungido. Jesús les dice que guarden este secreto.
Jesús les dice que debe ser perseguido por los sacerdotes y maestros y asesinado, y después de tres días resucitar. Pedro lleva a Jesús a un lado y empieza a reprenderle; Jesús se vuelve para mirar a sus discípulos y reprende a Pedro a su vez (tanto en el Versículo 32 como en el 33 se utiliza el ἐπιτιμάω, epitimaó, «reprender» 
):
Apártate de mí, Satanás: porque no sabes lo que es de Dios, sino lo que es de los hombres. 
Pedro acababa de decir que Jesús es el Ungido y entonces Jesús le dice que tiene que morir, cosa que Pedro no puede creer.

### Camentario
Este es uno de los principales momentos de la relación entre discípulos y Jesús: la confesión de que Jesús era el Mesías. El diálogo pone de manifiesto hasta qué punto es importante la respuesta que da Pedro. Lo que piensan los demás de Jesús es, humanamente, lo más grande que podía pensar un judío piadoso: un profeta, o el mismo Elías. Pedro con su respuesta no expresa una opinión, sino que hace una profesión de fe. La firmeza de la fe de Pedro, y de sus sucesores, es punto de apoyo para la confesión de fe de los creyentes: 

Todo ello es fruto, queridos hermanos, de aquella confesión que, inspirada por el Padre en el corazón de Pedro, supera todas las incertidumbres de las opiniones humanas y alcanza la firmeza de la roca que nunca será cuarteada por ninguna violencia. En toda la Iglesia, Pedro confiesa diariamente: Tú eres el Cristo, el Hijo de Dios vivo, y toda lengua que confiesa al Señor está guiada por el magisterio de esta confesión» 

## Instrucciones para los seguidores

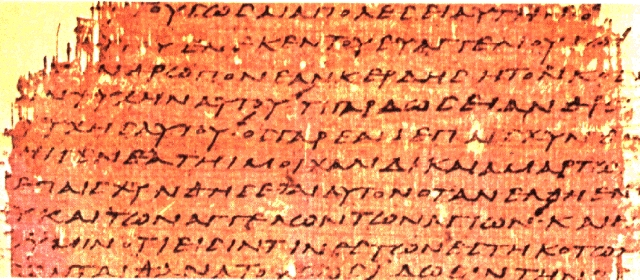
Fotografía de papiro con la inscripción expuesta.

A continuación, Marcos afirma que Jesús llamó a una multitud para que le escuchara, lo que supone que habían llegado a la ciudad, o puede mostrar que la respuesta de Jesús a Pedro se aplica también a todos los demás, incluido el lector. Dice:
Si alguno quiere venir en pos de mí, niéguese a sí mismo, tome su cruz y sígame. Porque el que quiera salvar su vida (o alma), la perderá; pero el que pierda su vida por mí y por el Evangelio, la salvará. ¿De qué le sirve al hombre ganar el mundo entero si pierde su alma? ¿O qué puede dar el hombre a cambio de su alma? Si alguien se avergüenza de mí y de mis palabras en esta generación adúltera y pecadora, el Hijo del hombre se avergonzará de él cuando venga en la gloria de su Padre con los santos ángeles. (34-38)
Marcos 9:1 debe leerse con esta sección: El biblista anglicano Edward Plumptre afirma que la división entre el Marcos 8 y Marcos 9 «es obviamente errónea».
Mateo tiene la misma secuencia de relatos que este capítulo en Mateo 15 y Mateo 16.

### Comentarios
Jesús inicia en estos momentos una enseñanza especial a sus discípulos acerca del verdadero sentido de su misión: la salvación se llevará a efecto por medio del sufrimiento y de la cruz. Por eso, quien quiera seguirle tiene que estar dispuesto a renunciar de sí mismo. La conversación con Pedro muestra de manera muy concreta la paradoja cristiana: a Pedro le cuesta comprender que el triunfo de Cristo sea realmente la cruz. Cristo le reprende abiertamente porque ese modo humano de ver las cosas es incompatible con el plan de Dios. También nosotros podemos quedarnos a menudo en una visión empequeñecida: 

Hay en el ambiente una especie de miedo a la Cruz, a la Cruz del Señor. Y es que han empezado a llamar cruces a todas las cosas desagradables que suceden en la vida, y no saben llevarlas con sentido de hijos de Dios, con visión sobrenatural (…). En la Pasión, la Cruz dejó de ser símbolo de castigo para convertirse en señal de victoria. La Cruz es el emblema del Redentor: in quo est salus, vita et resurrectio nostra: allí está nuestra salud, nuestra vida y nuestra resurrección

Estas palabras de Jesús debieron de parecer sobrecogedoras a los las escuchaban, pero dan la idea de lo que Cristo exige para seguirle: no un entusiasmo pasajero sino renunciar a sí mismo, y cargar cada uno con su propia cruz. Porque lo que el Jesús quiere para todos es la bienaventuranza, la vida eterna, que es como se ha de valorar la vida presente que es transitoria, pero medio para conseguir la vida eterna y definitiva en el Cielo: 

Hay que amar al mundo, pero hay que anteponer al mundo a su creador. El mundo es bello, pero más hermoso es quien hizo el mundo. El mundo es suave y deleitable, pero mucho más deleitable es quien hizo el mundo. Por eso, hermanos amadísimos, trabajemos cuanto podamos para que ese amor al mundo no nos agobie, para que no pretendamos amar más a la criatura que a su creador. Dios nos ha dado las cosas terrenas para que le amemos a Él con todo el corazón, con toda el alma. (…) Lo mismo que nosotros amamos más a aquellos que parecen amarnos más a nosotros mismos que a nuestras cosas, así también hay que reconocer que Dios ama más a aquellos que estiman más la vida eterna que los dones terrenos.